# Немања Протић
Немања Протић (Чачак, 13. август 1986) српски је кошаркаш. Игра на позицији плејмејкера, а тренутно наступа за Динамик.

## Клупска каријера
Протић је сениорску каријеру почео у екипи Борца из родног Чачка. Од 2006. до 2010. играо је за ФМП Железник и са њима је освојио национални куп 2007. године. Током сезоне 2010/11. променио је три клуба — прво је играо за немачки Олденбург, затим за украјински Химик, а на крају се нашао у руској екипи Нижњи Новгород. У тиму Нижњег је провео и наредну сезону.
И у сезони 2012/13. је променио три тима. Сезону је почео у турској екипи Олин Једрене, затим се вратио на кратко у Борац, а у марту 2013. прешао је у Левски из Софије. Сезону 2013/14. је почео у Борцу, али је у децембру 2013. потписао за подгоричку Будућност. Ипак, тамо није успео да се избори за већу минутажу, па се већ у марту 2014. вратио у Борац. У јануару 2015. прикључио се екипи ваљевског Металца и са њима провео остатак сезоне. У сезони 2015/16. наступао je за МЗТ из Скопља и са њима је освојио домаће првенство и куп. Након тога је наступао за клубове у Мађарској, Русији, Босни и Херцеговини и Ирану. Уследио је ангажман у Златибору из Чајетине са којим је освојио Другу Јадранску лигу у сезони 2021/22. Пред почетак 2023/24. сезоне прикључио се екипи БКК Радничког.
Са универзитетском репрезентацијом Србије освојио је златну медаљу на Универзијади 2009. у Београду.

## Успеси

### Клупски
- ФМП Железник:
  - Куп Радивоја Кораћа (1): 2007.
- Будућност:
  - Куп Црне Горе (1): 2014.
- МЗТ Скопље:
  - Првенство Македоније (1): 2015/16.
  - Куп Македоније (1): 2016.
- Златибор:
  - Друга Јадранска лига (1): 2021/22.

### Репрезентативни
- Универзијада:  2009.